# The Lost Flowers of Alice Hart
The lost Flowers of Alice Hart (en español; Las flores perdidas de Alice Hart) es una miniserie de televisión australiana de drama, misterio y suspenso, producida por Amazon Studios y protagonizada por Sigourney Weaver y Alycia Debnam-Carey. Está basada en la novela de la autora australiana Holly Ringland y fue adaptada a la pantalla por la showrunner de la serie Sarah Lambert. Los siete episodios están dirigidos por Glendyn Ivin. Su estreno se produjo el 4 de agosto de 2023.

## Sinopsis
Una joven educada de forma violenta se queda huérfana y se muda con su abuela a una granja de flores.

## Reparto
- Frankie Adams como Candy
- Leah Purcell como Twig
- Sigourney Weaver como June Hart
- Alycia Debnam-Carey como Alice Hart
- Alyla Browne como la joven Alice Hart
- Asher Keddie como Sally
- Sebastián Zurita como Dylan
- Alexander England como John
- Charlie Vickers como Clem Hart
- Jack Latorre como el joven Clem Hart
- Tilda Cobham-Hervey como Agnes Hart
- Shareena Clanton como Ruby

## Producción
En mayo de 2021, se anunció que Made Up Stories, Amazon Studios y Endeavor Content producirían una adaptación del libro Las flores perdidas de Alice Hart, cuyo rodaje tendría lugar en Australia y que tendría como protagonista y productora ejecutiva a Sigourney Weaver, con Sarah Lambert en la dirección y producción ejecutiva, Glendyn Ivin como directora y productora ejecutiva y Jodi Matterson, Bruna Papandrea, Steve Hutensky y Allie Goss también en la producción ejecutiva.
El rodaje comenzó en octubre de 2021 en Sídney y las regiones de Nueva Gales del Sur y el Territorio del Norte. Asher Keddie, Leah Purcell, Alycia Debnam-Carey, Frankie Adams, Alexander England, Charlie Vickers, Tilda Cobham-Hervey y Alyla Browne se incorporaron al reparto. En abril de 2022, Sebastián Zurita se unió al elenco, Kirsty Fisher y Kim Wilson fueron anunciadas como coguionistas junto a Lambert, Barbara Gibbs fue confirmada como productora y Lucinda Reynolds como coproductora ejecutiva. En septiembre de 2022 Endeavour Content se rebautizó como Fifth Season.

## Estreno
La serie está disponible en más de 240 países y territorios a través del servicio de streaming Amazon Prime Video. El estreno de los tres primeros episodios se produjo el 4 de agosto de 2023 y un nuevo episodio cada semana hasta el final de la serie el 1 de septiembre de 2023.
Mediaweek informó el 16 de agosto de 2023 que la serie había batido el récord de audiencia de una serie australiana en todo el mundo. También alcanzó los cinco primeros puestos en 78 países y los tres primeros en 42 países en Prime Video.